# Stenocereus
Stenocereus (A.Berger) Riccob. è un genere di succulente della famiglia delle Cactaceae, diffuso dal Messico al Venezuela.
Il nome ha una derivazione greco-latina: steno deriva infatti dal greco στενός (=stretto), e dal latino cereus (=torcia), ad indicare le dimensioni e la slanciatezza che caratterizzano questa pianta grassa.

## Descrizione
Il genere è caratterizzato, di norma (esistono infatti alcune eccezioni), dal portamento colonnare e dal fusto verde acceso o grigio-bronzino. Questo è molto ramificato, spesse volte alla base o al di sotto di essa, ed eretto (con l'esclusione della specie S. eruca, che si sviluppa principalmente in orizzontale), e presenta tendenzialmente e a seconda dei casi circa mezza dozzina di costolature molto profonde su cui si formano grosse areole lanuginose, provviste di spine radiali quasi sempre di colore rosso, e tendenti al grigio-bianco con l'età.
Durante il periodo vegetativo produce, sul fusto, numerosi fiori, dal profumo molto delicato, tubiformi, bianchi e rosa, che si schiudono solamente di notte.

## Distribuzione e habitat

Areale di Stenocereus

Le specie di questo genere sono diffuse in tutta la Mesoamerica, soprattutto in Messico e nelle piccole repubbliche centro-americane come la Costa Rica, il Belize ed il Nicaragua.
Alcune specie sono endemiche dell'area Caraibica, ed in particolare Cuba, Giamaica ed Antille Olandesi, mentre, caso a parte, la specie Stenocereus griseus si ritrova nei territori tropicali e sub tropicali di Colombia e Venezuela. 
Infine, sebbene meno comuni, si possono ritrovare esemplari anche nella Baja California, in Arizona e più in generale nelle zone desertico-steppose del sud-ovest degli Stati Uniti.
Grazie alla loro bellezza e portamento furono tra le prime cactacee importate in Europa ed utilizzate come piante ornamentali.

## Tassonomia
Alwin Berger nel 1905 inserì Stenocereus come sottogenere di Cereus mentre Vincenzo Riccobono, nel 1909, lo elevò al rango di genere.
Nel 1992 Paolo V. Heath propose di modificarne la nomenclatura per diritto di priorità, in quanto Nathaniel Lord Britton e Joseph Nelson Rose furono i primi a promuoverlo a genere con il nome di Rathbunia (sempre nel 1909 ma prima di Riccobono).
Questa richiesta verrà poi rigettata, nel 1994, da Nigel Paul Taylor e Arthur Charles Gibson che proposero di considerare Stenocereus come nomen conservandum, per la sua diffusione ormai radicata nella letteratura botanica ed orticola. Tale proposta fu confermata cinque anni dopo all'International Botanical Congress di Saint Louis ed inclusa nel 2000 nella versione rivista del Codice internazionale di nomenclatura botanica.
Il genere comprende le seguenti specie:
- Stenocereus alamosensis (J.M. Coult.) A.C. Gibson & K.E. Horak
- Stenocereus beneckei (Ehrenb.) A. Berger & Buxb.
- Stenocereus chacalapensis (Bravo & T.MacDoug.) Buxb.
- Stenocereus chrysocarpus Sánchez-Mej.
- Stenocereus eruca (Brandegee) A.C.Gibson & K.E.Horak
- Stenocereus fricii Sánchez-Mej.
- Stenocereus griseus (Haw.) Buxb.
- Stenocereus gummosus (Engelm.) A.C.Gibson & K.E.Horak
- Stenocereus heptagonus (L.) Mottram
- Stenocereus humilis (Britton & Rose) D.R.Hunt
- Stenocereus kerberi (K. Schum.) A.C.Gibson & K.E.Horak
- Stenocereus martinezii (J.G. Ortega) Buxb.
- Stenocereus montanus (Britton & Rose) Buxb.
- Stenocereus pruinosus (Otto ex Pfeiff.) Buxb.
- Stenocereus queretaroensis (F.A.C.Weber ex Mathes.) Buxb.
- Stenocereus quevedonis (J.G.Ortega) Buxb.
- Stenocereus standleyi (J.G.Ortega) Buxb.
- Stenocereus stellatus (Pfeiff.) Riccob.
- Stenocereus thurberi (Engelm.) Buxb.
- Stenocereus treleasei (Rose) Backeb.
- Stenocereus zopilotensis Arreola-Nava & Terrazas

### Alcune specie

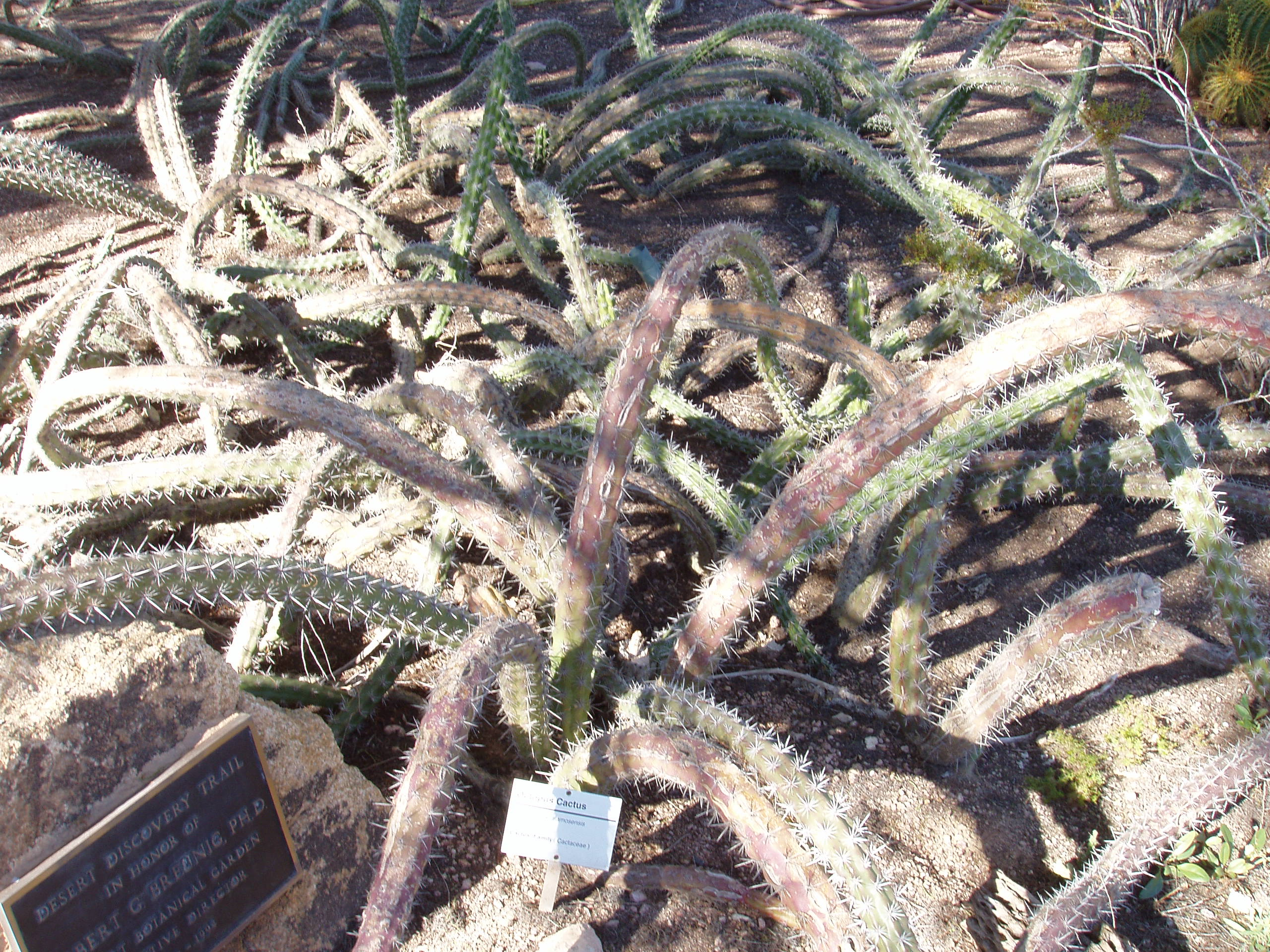
Stenocereus alamosensis
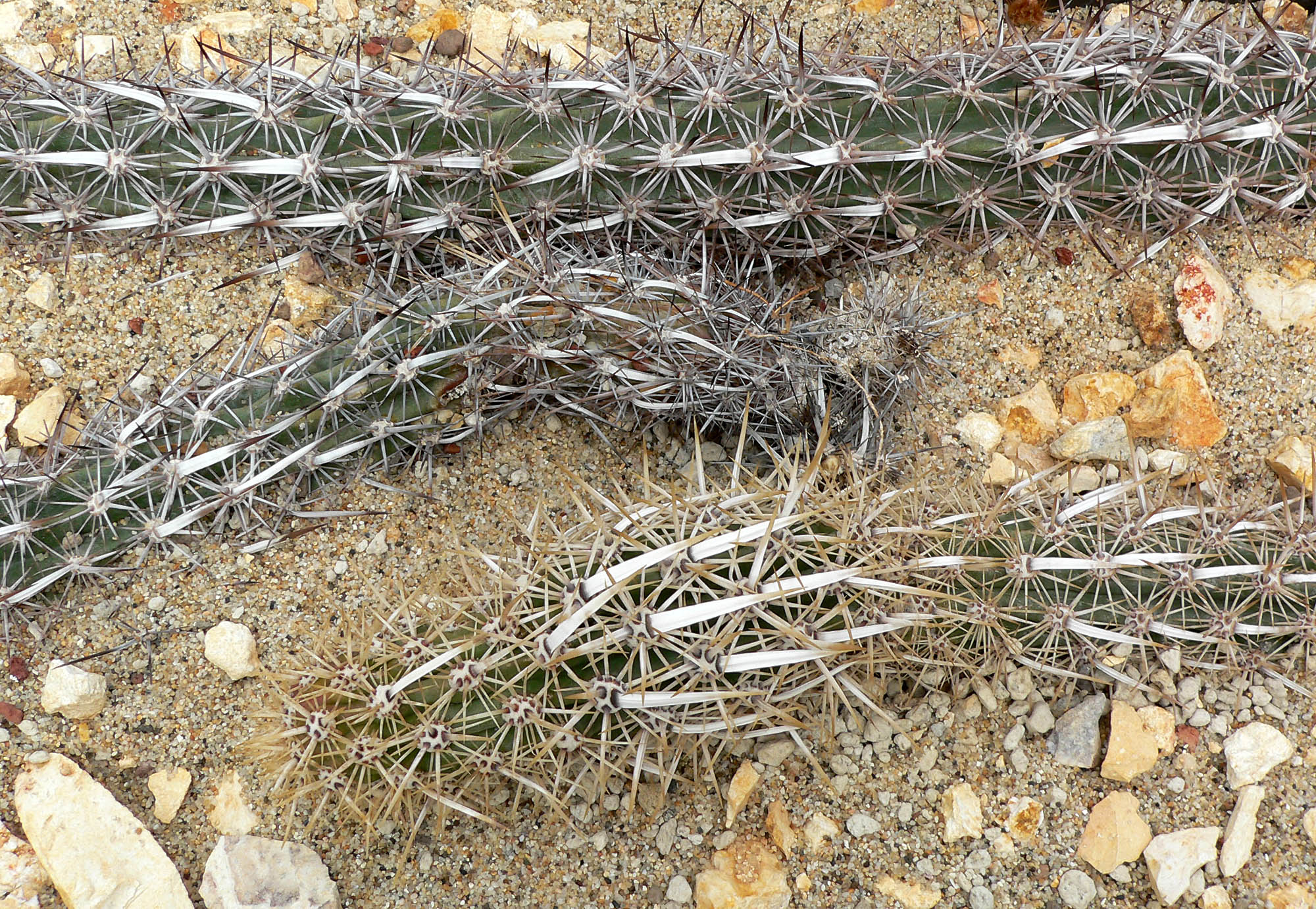
Stenocereus eruca
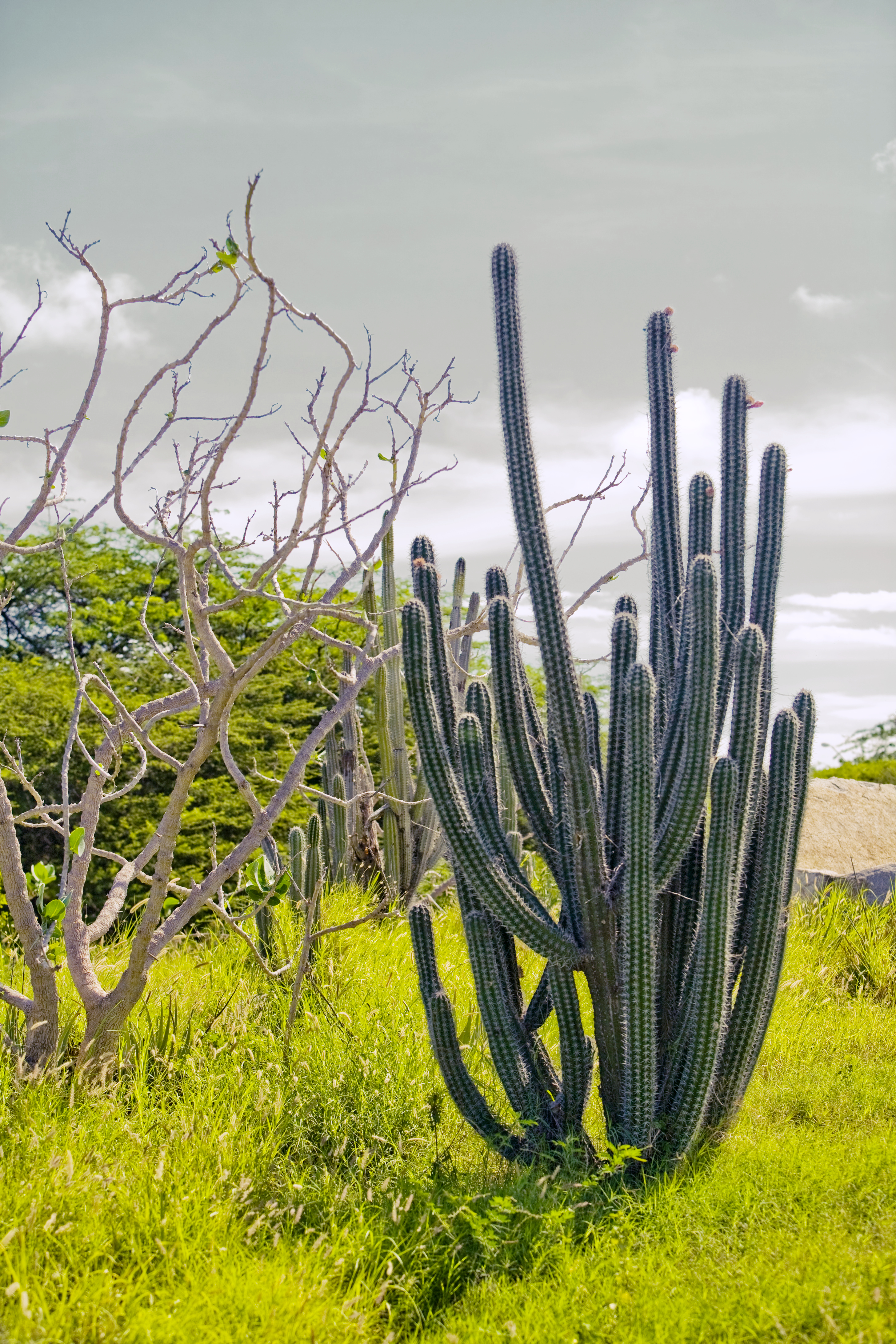
Stenocereus griseus
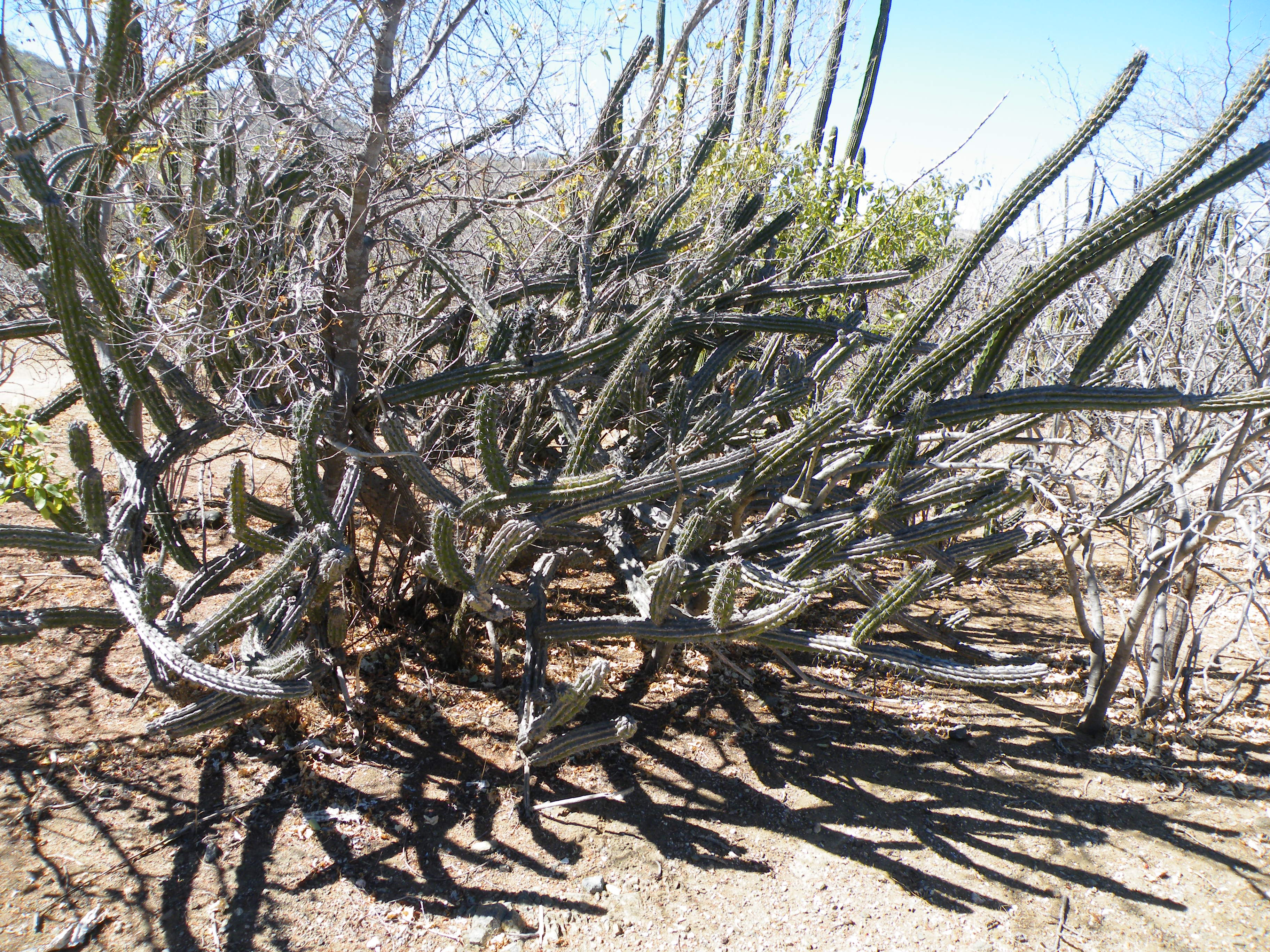
Stenocereus gummosus
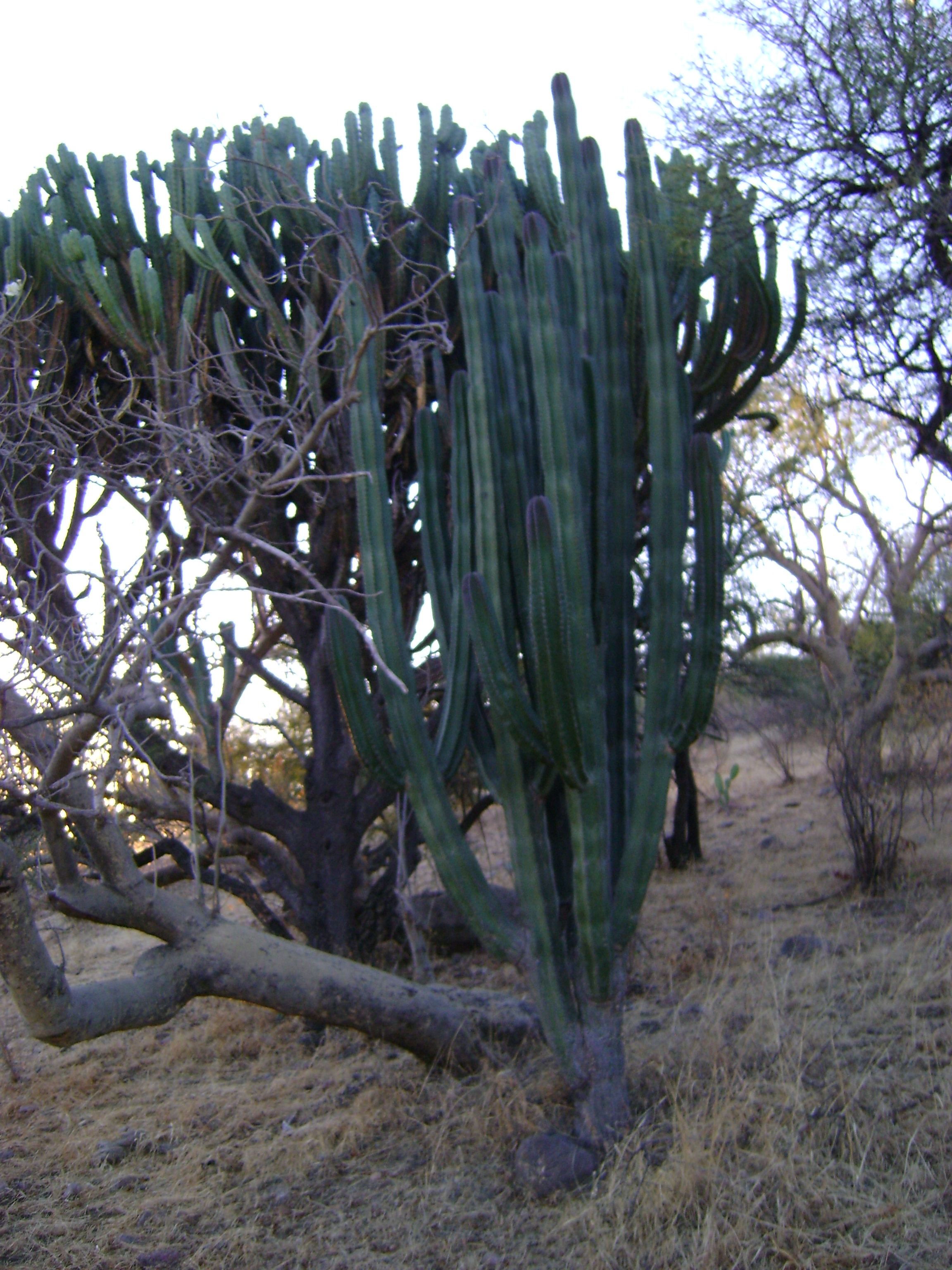
Stenocereus montanus
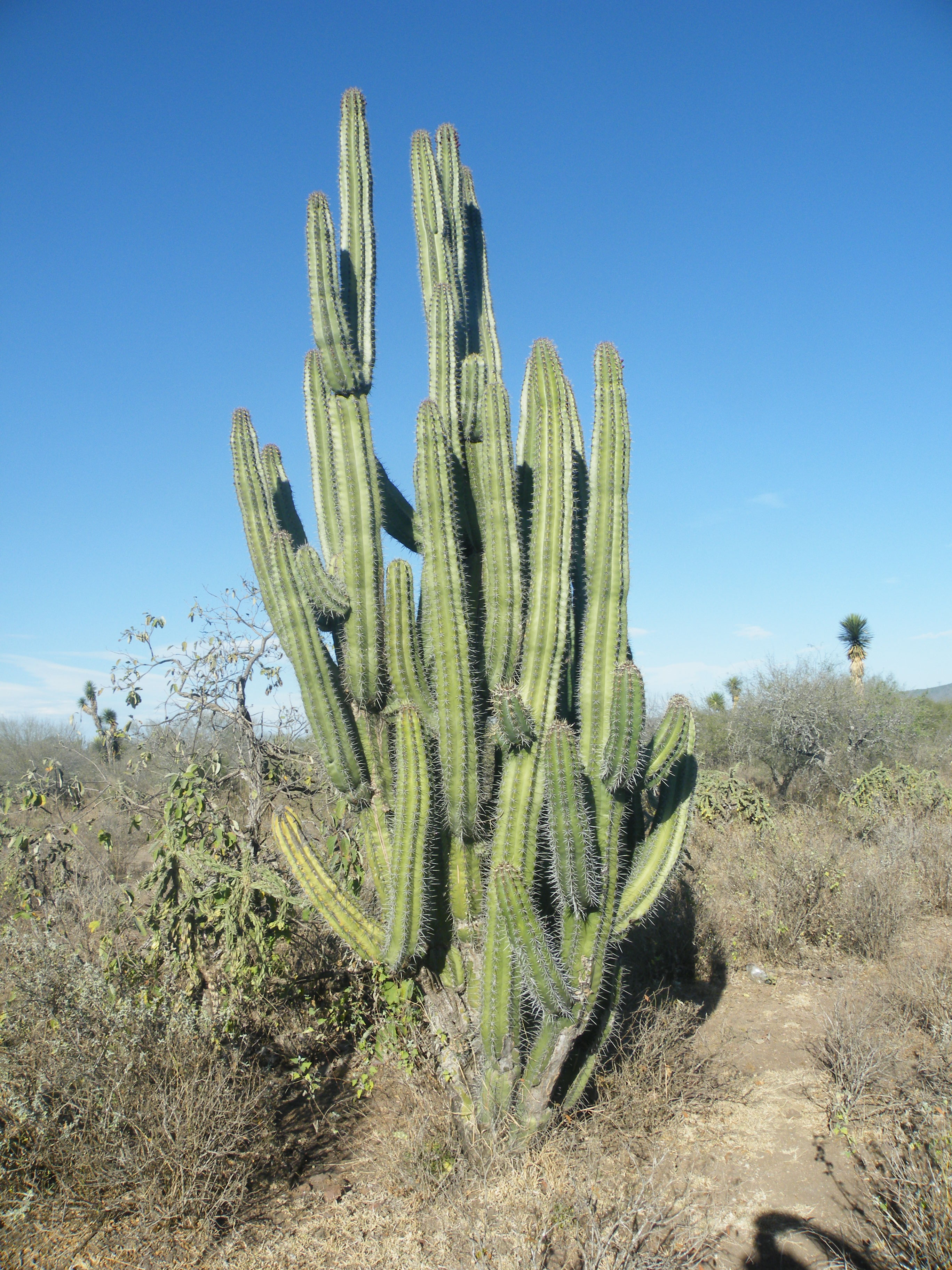
Stenocereus pruinosus
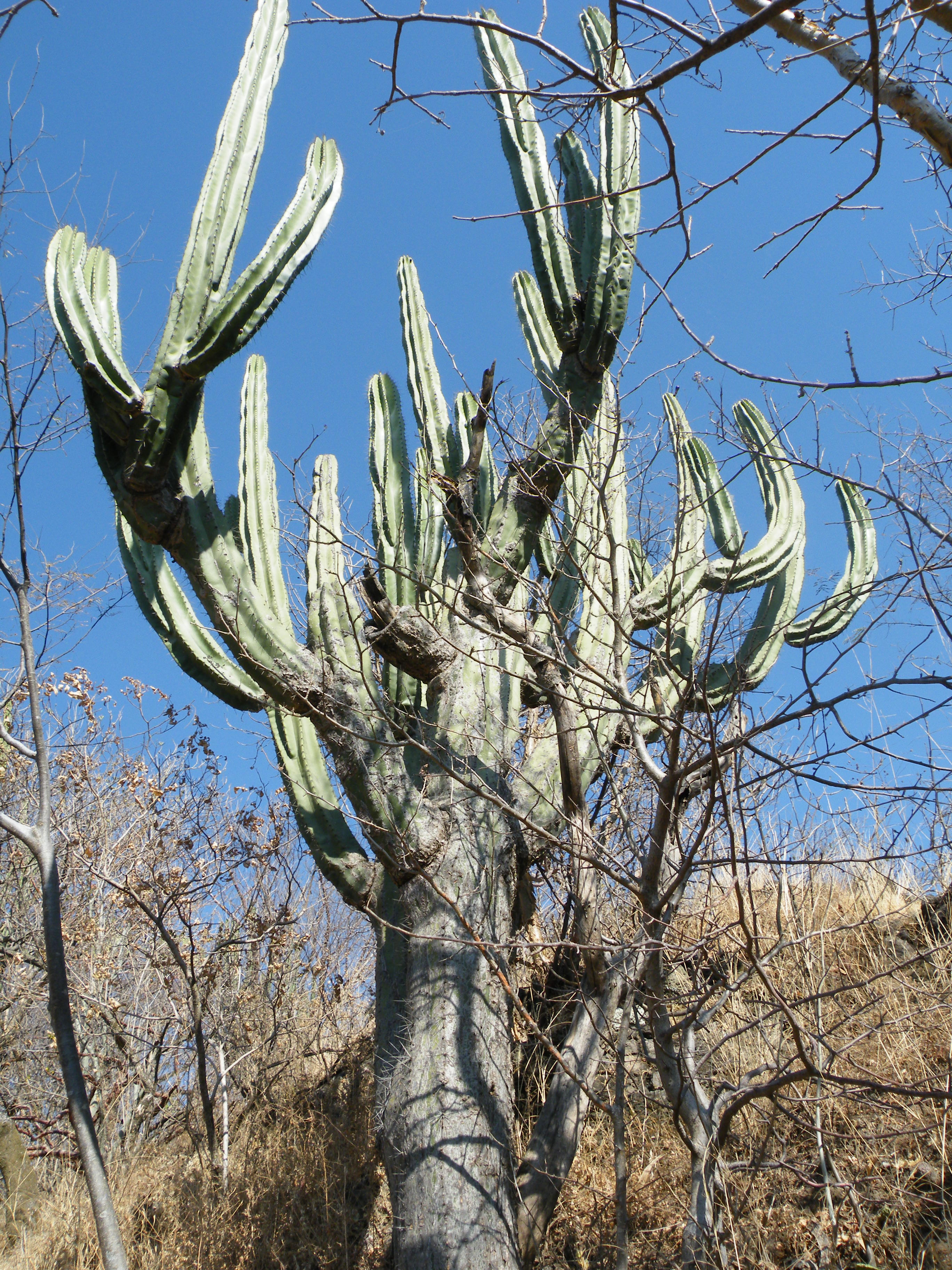
Stenocereus queretaroensis
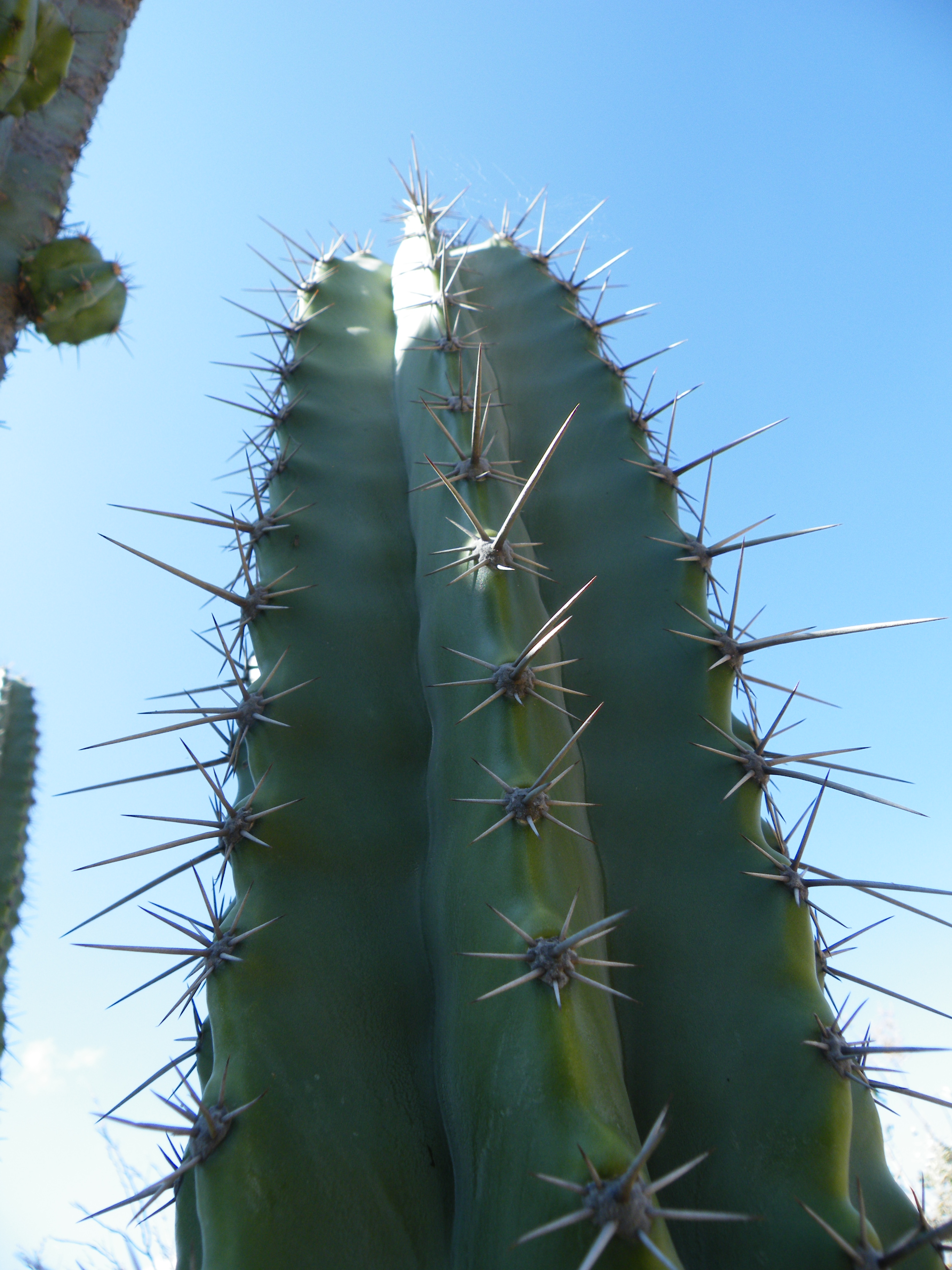
Stenocereus stellatus
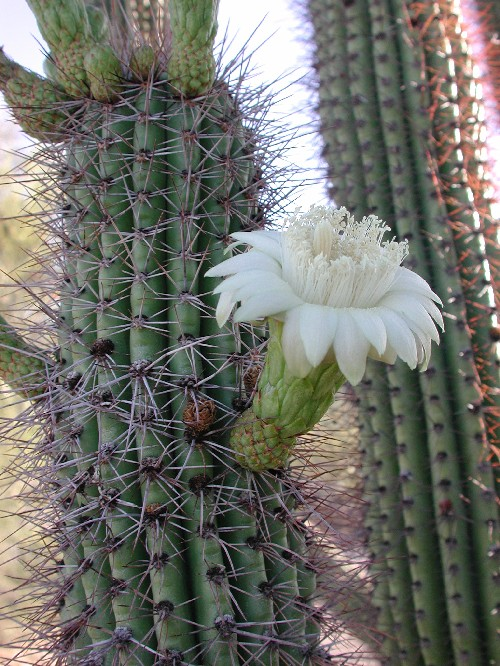
Stenocereus thurberi

## Coltivazione
Lo Stenocereus è una pianta mediamente facile da coltivare, anche se ha una crescita piuttosto lenta, e se ben curato può raggiungere i 3 metri; in natura, trovandosi unito in gruppi molto densi, anche di decine di esemplari, può toccare dimensioni ed altezze ancora più ragguardevoli.
Deve essere annaffiato durante tutto l'arco vegetativo, da circa metà marzo fino agli inizi di ottobre, e solo quando il terriccio è asciutto. Moderare l'acqua in primavera ed autunno (1-2 volte al mese), mentre d'inverno al contrario lasciare assolutamente a secco.
Il terreno è preferibile sia costituito da terriccio comune mescolato a sabbia e una lega di ferro-carbonio (perlite; è opportuno mettere sul fondo del vaso argilla espansa o lapillo per facilitare il drenaggio.
Le moltiplicazioni possono essere ottenute sia con la semina che con la talea, avendo l'accortezza di estrarre fin dalle radici la piantina dalla pianta madre.
Infine, per quanto riguarda l'esposizione, bisognerebbe tenerla in pieno sole d'estate, anche interrata in vaso, mentre d'inverno soffre abbastanza il freddo, e sarebbe quindi meglio portarlo in un ambiente più mite, con almeno una quindicina di gradi, mentre per brevi gelate primaverili si può lasciare tranquillamente all'esterno.

## Usi
Il frutto dello Stenocereus, simile al  red dragon fruit (o frutto rosso del drago), gommoso, acido e rinfrescante, viene consumato fin dall'antichità dalle popolazioni autoctone del nord-est del Messico, i quali hanno dato allo Stenocereus il nome ziix is ccapxl , ovvero la "cosa il cui frutto è amaro".
È conosciuto dalle popolazioni di lingua ispanica come Pitaya, allo stesso modo del frutto prodotto dall'Hylocereus undatus, di cui, come già detto, condivide molte proprietà.
Nota a margine, esiste, nella penisola di Guajira (tra Colombia e Venezuela) una specie di Stenocereus, la S. griseus che, sebbene geograficamente molto distante dall'areale di origine, presenta le medesime caratteristiche ed i cui frutti, meglio noti come iguaraya, fanno parte della dieta del gruppo etnico Wayuu.
Grazie alla loro compattezza e alla loro particolare forma, i tronchi di Stenocereus vennero utilizzate come materia prima per la costruzione di abitazioni. I Wayuu della Colombia usano tuttora i tronchi dello Stenocereus griseus come pali e strutture portanti e la sua polpa come intonaco, con una tecnica che essi chiamano yotojoro.